# Vania Alleva

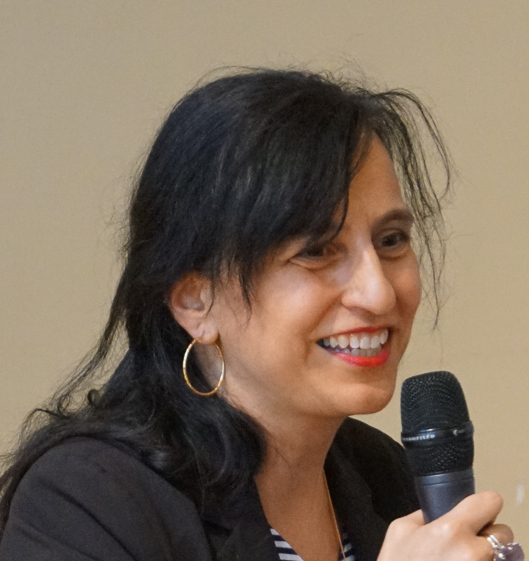
Vania Alleva, 2022

Vania Alleva (* 1969) ist Präsidentin der Schweizer Gewerkschaft Unia.

## Leben
Vania Alleva ist schweizerisch-italienische Doppelbürgerin. Sie wuchs in Zürich als Tochter eines Lastwagenfahrers und einer Schneiderin auf. Sie studierte Kunstgeschichte in Rom. Nach ihrer Rückkehr in die Schweiz arbeitete sie als Journalistin und Lehrerin, zudem absolvierte sie ein Nachdiplomstudium in interkultureller Kommunikation.
Alleva ist verheiratet und wohnt in Bern.

## Gewerkschaft
Alleva begann 1997 bei der Gewerkschaft Bau und Industrie zu arbeiten und leitet seit 2008 den Sektor Dienstleistungsberufe der Unia. An der SGB-Delegiertenversammlung vom Mai 2009 wurde sie zur SGB-Vizepräsidentin gewählt. 2012 wählte sie der Unia-Kongress zur Co-Präsidentin. Seit dem 20. Juni 2015 steht sie als erste Frau der Unia als alleinige Präsidentin vor. Am Unia-Kongress 2016 in Genf wurde sie mit über 90 Prozent der Stimmen im Amt bestätigt.